# Miner
Miner – żołnierz lub marynarz wyszkolony w zakresie wykonywania prac minerskich (minowanie i rozminowanie).
Nazwa pochodzi od fr. mineur - górnik; miner, od mine kopalnia - mina.